# North London

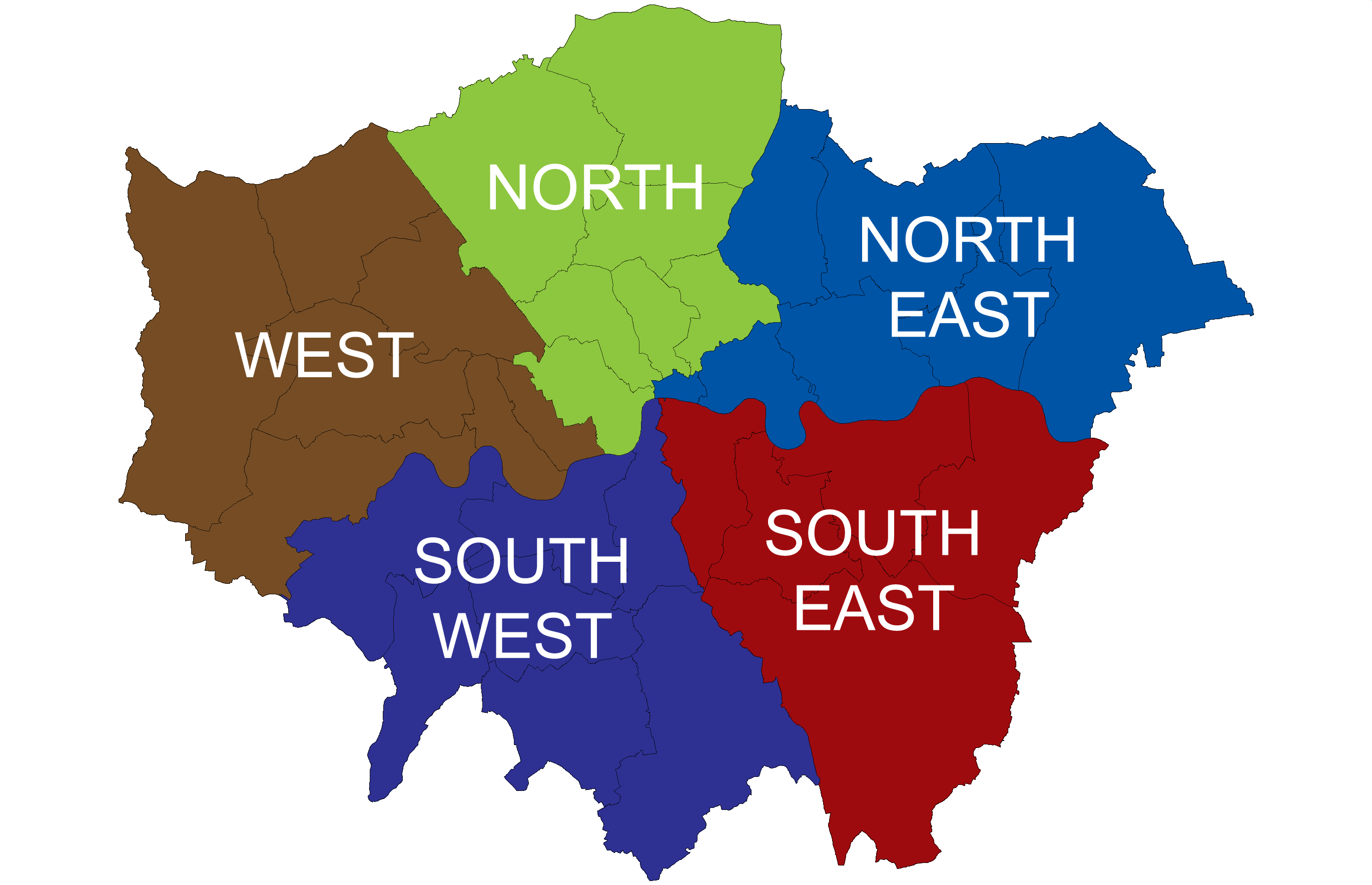
Subregions de Londres (Pla de Londres).

North London (en català Londres nord) és una subregió de Londres segons estableix el Pla de Londres. Aquesta subregió agrupa els districtes londinencs de Barnet, Camden, Enfield, Hackney, Haringey, Islington i Ciutat de Westminster.
El North London delimitat per la Comissió de Límits cobreix tota l'àrea nord de la ciutat que estaria dividida només entre nord i sud. L'àrea agrupa la Ciutat de Londres i els districtes de Barking i Dagenham, Barnet, Brent, Camden, Ealing, Enfield, Hackney, Hammersmith i Fulham, Haringey, Harrow, Havering, Hillingdon, Hounslow, Islington, Kensington i Chelsea, Newham, Redbridge, Tower Hamlets, Waltham Forest i Westminster.